# Amphibulus auranticeps
Amphibulus auranticeps là một loài tò vò trong họ Ichneumonidae.